# Cyrtandra cyaneoides
Cyrtandra cyaneoides là một loài thực vật có hoa trong họ Tai voi. Loài này được Rock mô tả khoa học đầu tiên năm 1913.

## Hình ảnh

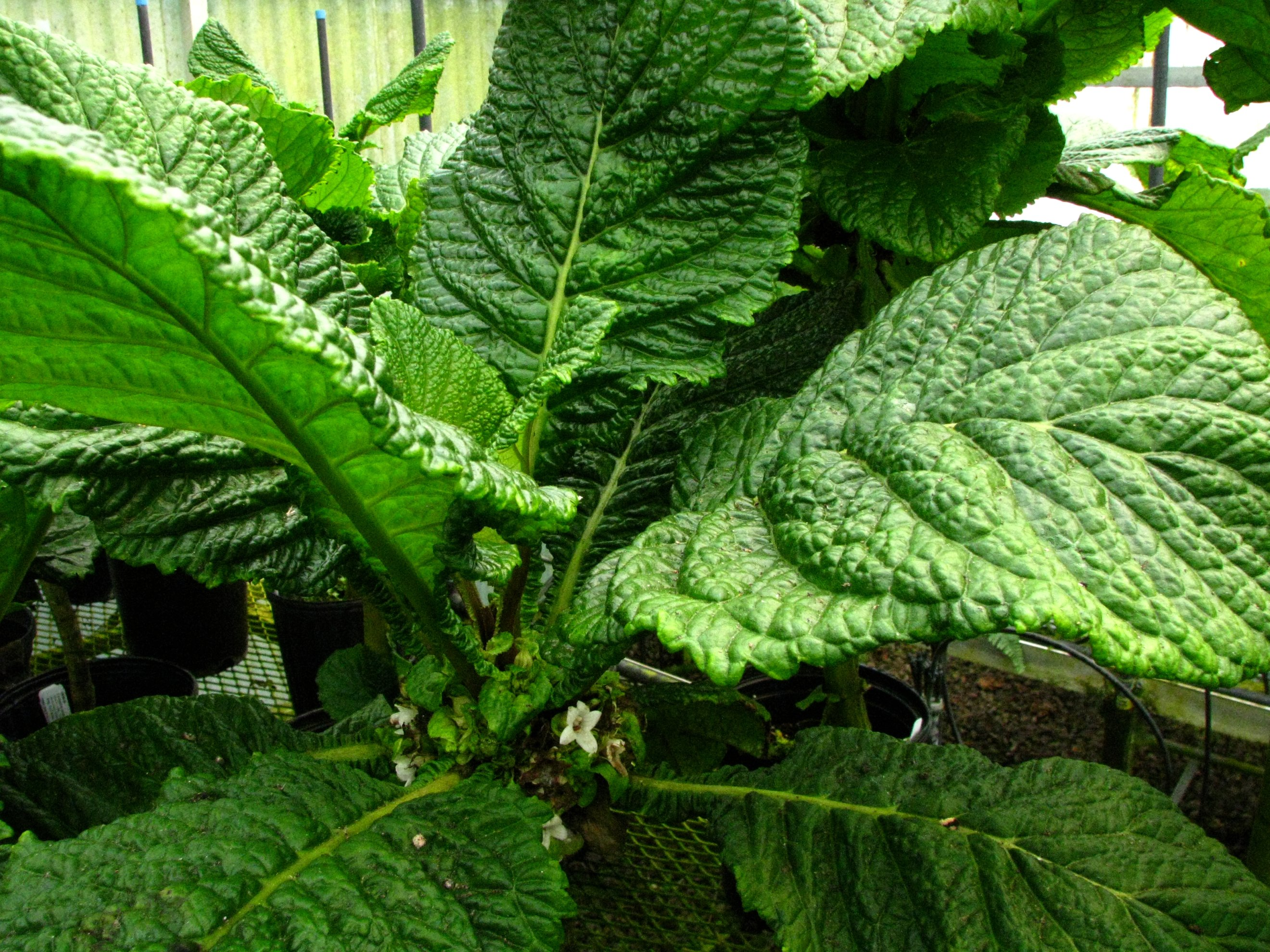
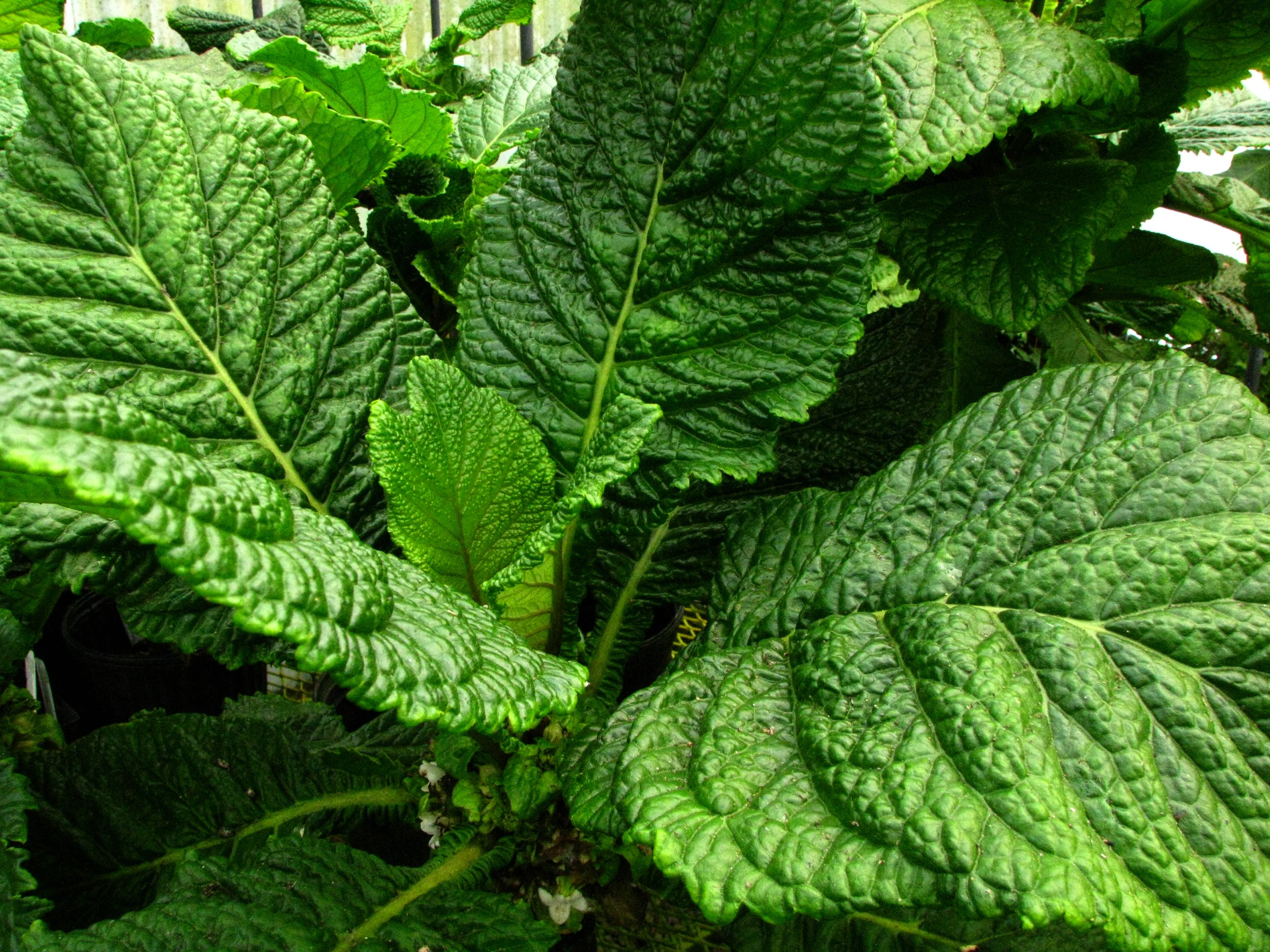